# Góry Sieradzkie
Góry Sieradzkie [pronunciación en polaco: /ˈɡurɨ ɕɛˈRata͡skʲɛ/] es un pueblo ubicado en el distrito administrativo de Gmina Kazimierza Wielka, dentro del Condado de Kazimierza, Voivodato de Świętokrzyskie, en el sur de Polonia central.

## Ubicación
Se encuentra aproximadamente a 9 kilómetros al suroeste de Kazierza Wielka, y a 74 kilómetros al sur de la capital regional Kielce.